# محمد مصطفى سامي
محمد مصطفى سامي (1910 - 6 أبريل 1980) هو ممثل وكاتب سيناريو مصري.

## حياته ونشأته
من مواليد عام 1910.
بدأ حياته الفنية ممثلا هاويا في مسرح حديقة الأزبكية، ثم مسرح رمسيس، ثم مع فرقة عزيز عيد.
كتب عددا من المسرحيات منها (الشيطان والتوبة وملاهي الحياة وأسرار الدنيا).

## أعماله

### تأليف
1984 - فيلم
قصة وسيناريو وحوار
دماء على الثوب الوردي
1981 - فيلم
سيناريو وحوار
ابن مين في المجتمع
1979 - فيلم
قصة وسيناريو وحوار
أقوى من الأيام
1979 - فيلم
معالجة سينمائية وسيناريو وحوار
عاصفة من الدموع
1979 - فيلم
قصة وسيناريو وحوار
سلطانة الطرب
1978 - فيلم
سيناريو وحوار
ألف بوسة وبوسة
1977 - فيلم
القصة
دعاء المظلومين
1977 - فيلم
سيناريو وحوار
عندما يسقط الجسد
1977 - فيلم
سيناريو وحوار
وبالوالدين إحسانا
1976 - فيلم
قصة وسيناريو وحوار
وعادت الحياة
1976 - فيلم
سيناريو وحوار
بديعة مصابني
1975 - فيلم
مؤلف
حب أحلى من الحب
1975 - فيلم
سيناريو وحوار
حتى آخر العمر
1975 - فيلم
سيناريو
وانتهى الحب
1975 - فيلم
سيناريو وحوار
الساعة تدق العاشرة
1974 - فيلم
سيناريو وحوار
بمبة كشر
1974 - فيلم
سيناريو وحوار
حكايتي مع الزمان
1974 - فيلم
سيناريو وحوار
دمي ودموعي وابتسامتي
1973 - فيلم
سيناريو
الزائرة
1972 - فيلم
سيناريو وحوار
إمبراطورية ميم
1972 - فيلم
سيناريو
حب وكبرياء
1972 - فيلم
سيناريو وحوار
أختي
1971 - فيلم
سيناريو وحوار
لست مستهترة
1971 - فيلم
قصة وسيناريو وحوار
مدرستي الحسناء
1971 - فيلم
سيناريو وحوار
دلال المصرية
1970 - فيلم
سيناريو وحوار
٧ أيام في الجنة
1969 - فيلم
قصة وسيناريو
من أجل حفنة أولاد
1969 - فيلم
سيناريو وحوار
أفراح
1968 - فيلم
سيناريو وحوار
إضراب الشحاتين
1967 - فيلم
سيناريو وحوار
الزوجة الثانية
1967 - فيلم
سيناريو
كرامة زوجتي
1967 - فيلم
سيناريو وحوار
الزوج العازب
1966 - فيلم
سيناريو وحوار
خان الخليلي
1966 - فيلم
سيناريو وحوار
سيد درويش
1966 - فيلم
قصة وسيناريو وحوار
قصر الشوق
1966 - فيلم
سيناريو وحوار
هو.. والنساء
1966 - فيلم
سيناريو وحوار
الراهبة
1965 - فيلم
قصة وسيناريو وحوار
المماليك
1965 - فيلم
حوار
طريد الفردوس
1965 - فيلم
سيناريو وحوار
هي والرجال
1965 - فيلم
سيناريو وحوار
ألف ليلة وليلة
1964 - فيلم
سيناريو وحوار
المانشيت الأحمر
1964 - مسلسل
سيناريو وحوار
امرأة على الهامش
1963 - فيلم
سيناريو وحوار
بياعة الجرايد
1963 - فيلم
قصة وسيناريو وحوار
الخطايا
1962 - فيلم
سيناريو وحوار
المعجزة
1962 - فيلم
قصة وسيناريو وحوار
امرأة في دوامة
1962 - فيلم
سيناريو وحوار
سلوى في مهب الريح
1962 - فيلم
سيناريو وحوار
شفيقة القبطية
1962 - فيلم
سيناريو وحوار
غصن الزيتون
1962 - فيلم
قصة وسيناريو وحوار
التلميذة
1961 - فيلم
سيناريو وحوار
الخرساء
1961 - فيلم
قصة وسيناريو وحوار
نصف عذراء
1961 - فيلم
قصة وسيناريو وحوار
إنى أتهم
1960 - فيلم
سيناريو وحوار
بنات بحري
1960 - فيلم
القصة
عمالقة البحار
1960 - فيلم
سيناريو وحوار
وطني وحبي
1960 - فيلم
حوار
سجن العذارى
1959 - فيلم
قصة وسيناريو وحوار
غرام في الصحراء
1959 - فيلم
قصة وسيناريو وحوار
الزوجة العذراء
1958 - فيلم
الشيطانة الصغيرة
1958 - فيلم
سيناريو وحوار
حب من نار
1958 - فيلم
قصة وسيناريو وحوار
غلطة حبيبي
1958 - فيلم
قصة وسيناريو وحوار
إسماعيل يس في جنينة الحيوانات
1957 - فيلم
حوار
إغراء
1957 - فيلم
قصة وسيناريو وحوار
لن أبكى أبداً
1957 - فيلم
قصة وسيناريو وحوار
لواحظ
1957 - فيلم
قصة وسيناريو وحوار
وكر الملذات
1957 - فيلم
سيناريو وحوار
ربيع الحب
1956 - فيلم
قصة وسيناريو وحوار
صحيفة السوابق
1956 - فيلم
قصة وسيناريو وحوار
لحن الوفاء
1955 - فيلم
قصة وسيناريو وحوار
نحن بشر
1955 - فيلم
قصة وسيناريو وحوار
المال والبنون
1954 - فيلم
قصة وسيناريو وحوار
يا ظالمنى
1954 - فيلم
قصة وسيناريو وحوار
أنا ذنبي إيه؟
1953 - فيلم
قصة وسيناريو وحوار
في شرع مين
1953 - فيلم
قصة وسيناريو وحوار
ماليش حد
1953 - فيلم
قصة وسيناريو وحوار
مكتوب على الجبين
1953 - فيلم
آمنت بالله
1952 - فيلم
مشاركة في السيناريو
أنا بنت مين
1952 - فيلم
ظلمت روحى
1952 - فيلم
قصة وسيناريو وحوار
غضب الوالدين
1952 - فيلم
القصة والحوار
غلطة أب
1952 - فيلم
قصة وسيناريو وحوار
أسرار الناس
1951 - فيلم
القصة والحوار
أشكى لمين
1951 - فيلم
القصة والحوار
الشرف غالي
1951 - فيلم
قصة وسيناريو وحوار
أنا بنت ناس
1951 - فيلم
قصة وسيناريو وحوار
سر أبي
1946 - فيلم
قصة وسيناريو وحوار

### تمثيل
عمالقة البحار
1960 - فيلم
عودة الغائب
1947 - فيلم
نور الدين والبحّاره الثلاثة
1944 - فيلم
بسلامته عايز يتجوز